# Filet (Valais)
Pour les articles homonymes, voir Filet.
Filet est une localité et une ancienne commune du demi-district de Rarogne oriental dans le canton du Valais, en Suisse.
Le 24 février 2008, 75 % des votants de la commune ont accepté de fusionner avec la commune voisine de Mörel. Depuis le 1er janvier 2009, elle fait donc partie de la commune de Mörel-Filet.

## Notes et références

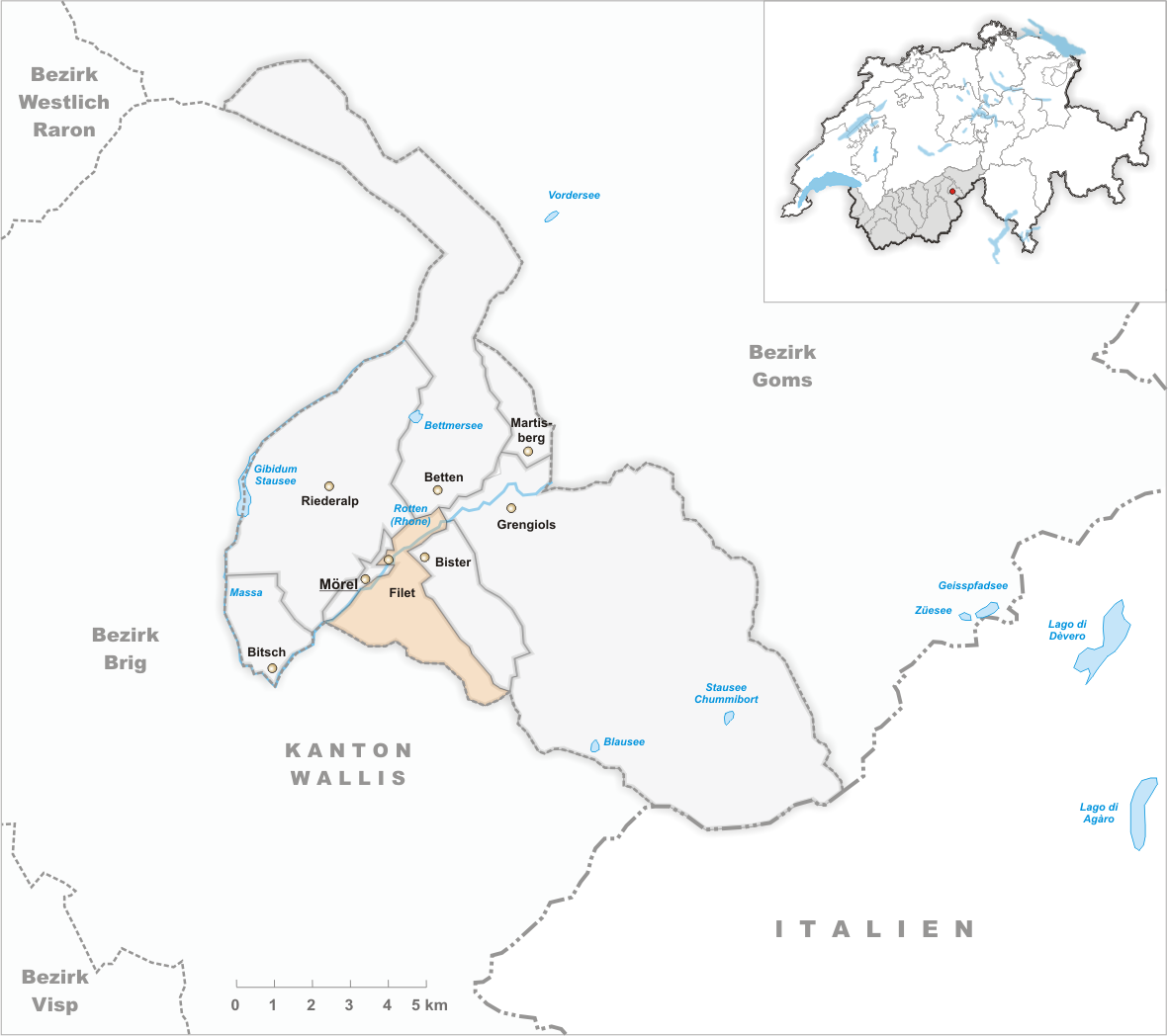
Territoire de l'ancienne commune de Filet.